# لجنة شعبية (مصر)

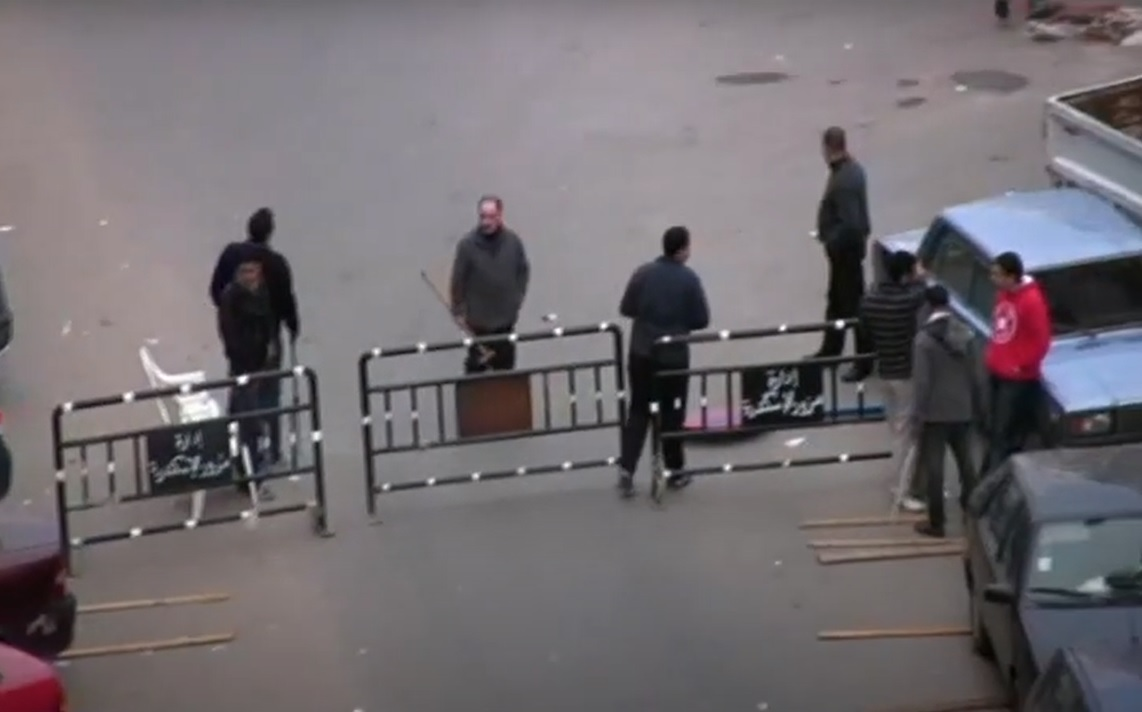
صورة لإحدى اللجان الشعبية أثناء ثورة 25 يناير

اللجان الشعبية في مصر هو اسم أطلق على مجموعات المتطوعين من المدنيين أثناء ثورة 25 يناير في 2011 التي قامت بتنظيم أنفسها في مجموعات من أجل الأمن وحماية المنازل والشوارع في مصر عقب حالة الإنفلات الأمني عقب جمعة الغضب مما دفع المواطنين لإنشاء مجموعات للحفاظ على الأمن وتعويض غياب عناصر الشرطة.
أثناء أحداث جمعة الغضب تم إقتحام عدد من السجون وهروب عدد من المسجونين بالإضافة إلى هجوم على العديد من أقسام الشرطة مما دفع عناصر الشرطة للإنسحاب مما تسبب في حالة من الفوضى والفراغ الأمني، بعدها دعت بعض وسائل الإعلام المواطنين لتشكيل لجان شعبية لحفظ الأمن وأستجاب عدد كبير من المواطنين لها، كانت أول لجنة شعبية قام المواطنين بتشكيلها للدفاع عن المتحف المصري حيث ساهم هؤلاء المتطوعين في حماية المتحف من نهب العديد من القطع الأثرية النادرة، ومع نزول وإنتشار قوات الجيش المصري ساهمت اللجان الشعبية معها في حفظ الحالة الأمنية لحين عودة قوات الشرطة من جديد.

## تأسيسها

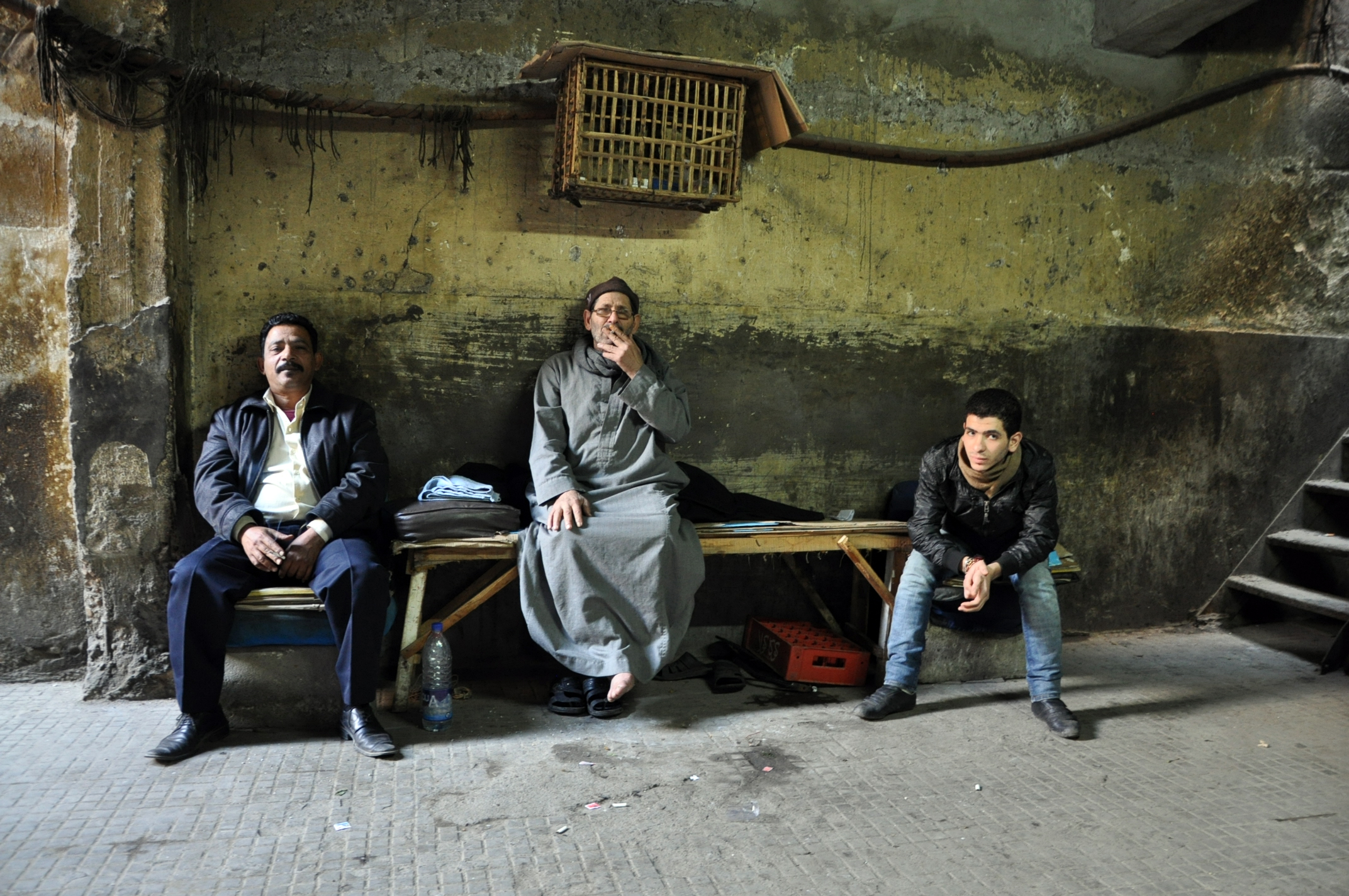
صورة من إحدى اللجان الشعبية في منطقة وسط البلد، القاهرة

عقب أحداث جمعة الغضب يوم 28 يناير 2011 تم إقتحام عدد من السجون وهرب عدد من المسجونين بالإضافة إلى هجوم على العديد من أقسام الشرطة مما دفع عناصر الشرطة للإنسحاب مما تسبب في حالة من الفوضى والفراغ الأمني
العديد من المهاجمين قاموا بسرقة بعض مخازن أسلحة أقسام الشرطة وكذلك قاموا بعمليات سطو على بعض المستشفيات والمؤسسات الحكومية بخلاف عمليات نهب واسعة لمحال تجارية ومراكز تسوق كبري.
صرح الإعلامي المصري طارق علام بأنه علم من أحد القنوات الإخبارية أن مستشفى 57357 يتعرض للاقتحام فخرج على التلفزيون وطلب بعمل اللجان الشعبية لحماية المستشفى، وبعدها استجاب المصريون للفكرة وتفاعلوا معها.
قام العديد من المواطنين بتشكيل لجان شعبية للدفاع عن الممتلكات والمنازل ونجحت في القبض على العديد من العناصر الإجرامية وتسليمها لقوات الجيش وقتها.
حظيت جهود اللجان الشعبية بحالة تقدير وقبول واسعة من الجمهور ووسائل الإعلام لقدرتها على حفظ الأمن في ذلك الوقت، وفي عام 2013 وبسبب إستمرار الفوضى الأمنية طالبت بعض الأحزاب السياسية في مصر بنشر أو تقنين اللجان الشعبية مرة أخرى لسد الفراغ الأمني وهو ما قوبل بالرفض والنقد من أحزاب سياسية أخرى بإعتبار أن هذا من دور الشرطة وليس من دور المواطنين.

## اللجان الشعبية في 2013
في 2013 وعقب أحداث 30 يونيو وما بعدها حدثت حالة من الإرتباط والفوضى تم إعلان حظر التجول في البلاد وقام على إثرها بعض المواطنين بإنشاء لجان شعبية على غرار ما حدث أثناء ثورة يناير بغرض الحفاظ على الأمن، إلا أن هذه اللجان الشعبية الجديدة أثارت حالة من السخط بعد قيام العديد من المواطنين بالشكوى من أن هذه اللجان ليست حقيقية بل تمارس أعمال بلطجة وسطو بحق المارة.

## في الأعمال الفنية
تناولت العديد من الأعمال الفنية المصرية فكرة اللجان الشعبة مثل فيلم 18 يوم قصة "حظر تجول" من إخراج شريف البنداري والذي أنتج عام 2011 وفيلم تك تك بوم من بطولة محمد سعد الذي صدر عام 2011 وفيلم الميدان وهو فيلم مصري أمريكي ترشح لجوائز الأوسكار عام 2014، ومسلسل العراف عام 2011 و مسلسل على كف عفريت عام 2013 ومسلسل أستاذ ورئيس قسم عام 2015.

## وصلات خارجية
- فيلم وثائقي عن اللجان الشعبية في الثورة المصرية من إنتاج الجزيرة على يوتيوب.